# Aarhus 500 års jubilæum
|  | Denne artikel er oprettet af botten Steenthbot ud fra en ekstern database. Den kan derfor have sproglige fejl eller mangler. Denne skabelon kan fjernes efter kontrol af indholdet. |

Aarhus 500 års jubilæum er en dansk dokumentarisk optagelse fra 1941.

## Handling
2. juli 1941: Aarhus indvier sit nye rådhus og fejrer sit 500 års jubilæum som købstad. Dagen begynder med festgudstjeneste i Domkirken. Springvandet Agnete og Havmanden af billedhugger Johannes C. Bjerg var blevet indivet dagen før. Kl. 15 finder invielsen af det nye rådhus sted med tilstedeværelse af kronprinseparret. Viceborgmester Stecher Christensen holder talen. Flere tusinde børn fra byens ungdomsorganisationer marcherer op foran rådhuset. Efter ceremonien passerer det historiske optog rådhuset. Borgmester H.P. Christensen fik tildelt fortjenstmedaljen i guld.

## Medvirkende
- Kong Frederik IX
- Dronning Ingrid